# Aeroportul Turkmenbashi
Aeroportul Turkmenbashi (IATA: KRW, ICAO: UTAK) este un aeroport din Türkmenbaşî, Красноводская область⁠(d), Republica Sovietică Socialistă Turkmenă, Uniunea Republicilor Sovietice Socialiste ce deservește zona Türkmenbaşî. 
Situat la o altitudine de 86 m, aeroportul dispune de 2 piste.

## Infrastructură

### Piste
Aeroportul dispune de 2 piste. Pista 16R/34L are suprafața de beton și dimensiunile 3.500 m × . Pista 16L/34R are suprafața de beton și dimensiunile 2.500 m × . 